# Cantó de Geispolsheim
El cantó de Geispolsheim (alsacià Kanton Gaispítze) és una antiga divisió administrativa francesa que estava situada al departament del Baix Rin i a la regió del Gran Est.
Va desaparèixer al 2015 i el seu territori es va dividir entre el cantó de Lingolsheim, el cantó d'Illkirch-Graffenstaden i el cantó de Molsheim.

## Composició
El cantó de Geispolsheim aplegava 10 comunes :
| Nom alsacià     | Nom francès  | Nom alemany  |
| Anze            | Entzheim     | Enzheim      |
| Aschöi          | Eschau       | Eschau       |
| Blaase / Blääse | Blæsheim     | Bläsheim     |
| Díppje          | Duppigheim   | Düppigheim   |
| Fajersche       | Fegersheim   | Fegersheim   |
| Gaispítze       | Geispolsheim | Geispolsheim |
| Holse           | Holtzheim    | Holsheim     |
| Kolbse          | Kolbsheim    | Kolbsheim    |
| Lipse           | Lipsheim     | Lipsheim     |
| Plobse          | Plobsheim    | Plobsheim    |

## Història
| Data d'elecció | Identitat        | Partit       | Qualitat |
| -------------- | ---------------- | ------------ | -------- |
| 2004-          | Sébastien Zaegel | UMP i aliats |          |